# プレスコット・ラッセル連合郡
プレスコット・ラッセル連合郡（プレスコット・ラッセルれんごうぐん、英：United Counties of Prescott and Russell、仏：Comtés unis de Prescott et Russell）は、カナダのオンタリオ州東部に位置する地方行政区のひとつ。1820年にプレスコット郡とラッセル郡が合併したことにより設立された。
フランス語話者が多く、母語とする人は郡の全人口の66.9%に上る。オンタリオ州内のフランス文化圏のひとつでもあり、フランコ・オンタリアン（Franco-Ontarian）の文化が強い地域。

## 主な都市
- シャンプラン （Champlain）
- クラレンス・ロックランド （Clarence-Rockland）
- ホークスバリー （Hawkesbury）